# Кизимовські
Кизимовські (пол. Kizimowski, рос. Кизимовские) — козацько-старшинський, а пізніше дворянський рід.

## Походження
Нащадки Ігнатія Кизимовського, сотника Козелецького (1661).

## Опис герба
В блакитному полі срібна опрокинута підкова, увінчана зверху і по кінцях трьома золотими кавалерськими хрестами. (Домброва)
Щит увінчаний дворянськими шоломом і короною. Нашоломник: крило, пронизане стрілою.